# Kleine dennenbladroller
De kleine dennenbladroller (Clavigesta purdeyi) is een vlinder uit de familie bladrollers (Tortricidae). De wetenschappelijke naam is voor het eerst geldig gepubliceerd in 1911 door Durrant.
De soort komt voor in Europa.